# تئز آشو
تئز آشو (به لاتین: Tyz-Ashu) یک منطقهٔ مسکونی در قرقیزستان است که در جلال‌آباد واقع شده‌است.

## خصوصیات
تئز آشو ۲٬۱۳۹ متر بالاتر از سطح دریا واقع شده‌است.